# Mirlović Polje
Mirlović Polje – wieś w Chorwacji, w żupanii szybenicko-knińskiej, w gminie Ružić. W 2011 roku liczyła 170 mieszkańców.